# Silver goal
Silver goal (dansk: sølvmål) er en metode til at afgøre en fodboldkamp, der er endt uden en vinder efter ordinær spilletid (90 minutter), og som skal have en vinder. Holdene spiller først femten minutters forlænget spilletid. Hvis der herefter er fundet en vinder, er kampen afgjort. Hvis det stadig står lige, spilles femten minutter mere. Hvis der derefter er fundet en vinder, er kampen slut. I modsat fald fortsættes med en straffesparkskonkurrence.
I modsætning til golden goal (hvor kampen afsluttes straks, der bliver scoret i løbet af den forlængede spilletid), spilles den igangværende halvleg af den forlængede spilletid færdig, inden kampen er afgjort. Silver goal erstattede golden goal i UEFA Champions League og UEFA Cup'en i 2003.